# Жануария Бразильская
Жануария Бразильская (порт. Januária de Bragança), при рождении Жануария Мария Иоанна Карлотта Леопольдина Кандида Франциска Ксавьер де Паула Микаэла Габриэла Рафаэла Гонзага (порт. Januária Maria Joana Carlota Leopoldina Cândida Francisca Xavier de Paula Micaela Gabriela Rafaela Gonzaga de Bragança, 11 марта 1822, Рио-де-Жанейро — 13 марта 1901, Ницца) — бразильская принцесса и португальская инфанта, вторая дочь бразильского императора Педру I и его супруги Марии Леопольдины Австрийской.

## Биография

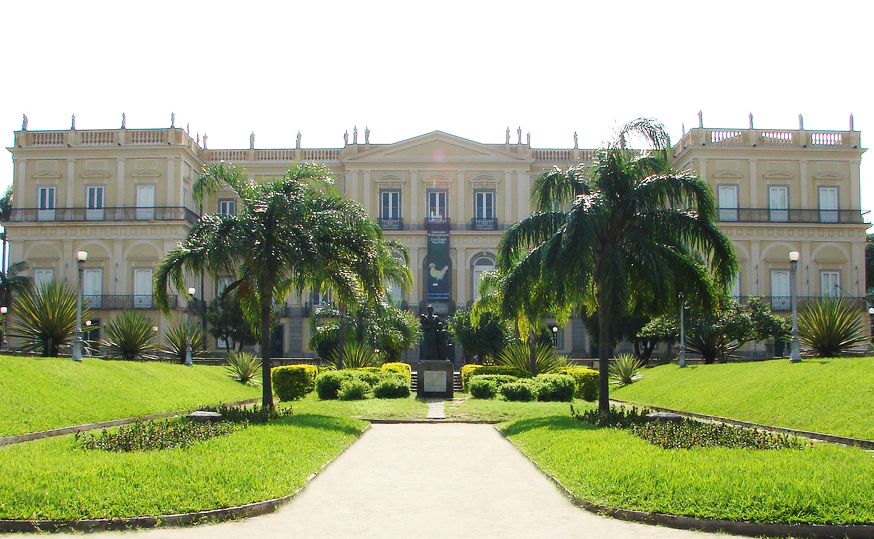
Дворец Сан-Кристован — место рождения принцессы.

Принцесса Жануария родилась в императорском дворце Сан-Кристован 11 марта 1822 года, став третьим ребёнком и второй дочерью в семье первого бразильского императора Педру I и его супруги австрийской эрцгерцогини Марии Леопольдины из династии Габсбургов.
В семье уже была старшая дочь Мария, в будущем королева Португалии, и два сына Мигель и Жуан Карлос, которые умерли в раннем детстве. Была крещена 18 марта 1822 года. При рождении ей было дано имя Жануария Мария Иоанна Карлотта Леопольдина Кандида Франциска Ксавьер де Паула Микаэла Габриэла Рафаэла Гонзага (порт. Januária Maria Joana Carlota Leopoldina Cândida Francisca Xavier de Paula Micaela Gabriela Rafaela Gonzaga de Bragança), с титулом «Её Высочество принцесса Бразильская и инфанта Португальская».
Росла принцесса вместе со своими сёстрами Марией, Франциской, Паулой и братом Педру. В 1826 году, когда принцессе было 4 года, скончалась её мать. Император вступил во второй брак (с 1829 года) с Амелией Богарне, герцогиней Лейхтенбергской. В браке родился единственный ребёнок — принцесса Мария Амелия, которая умерла в возрасте 21 года от туберкулёза.
В 1828 году старшая сестра Жануарии стала королевой Португалии после отречения их отца, а в 1831 году он лишился и бразильского престола, передав корону своему малолетнему сыну.
В 1833 году умерла сестра Жануарии принцесса Паула. В следующем году принцесса потеряла отца.
Сначала наследницей бразильского трона была объявлена Мария, королева Португалии, но сторонники независимости Бразилии боялись как бы королева не объединила оба королевства в одно. Поэтому в 1835 году Жануария была объявлена возможной наследницей. С 1835 года и по 1845 год принцесса носила титул «Её Императорской Высочество Имперская принцесса Бразилии». В 1845 году у императора родился сын принц Афонсу, который и получил титул наследника.

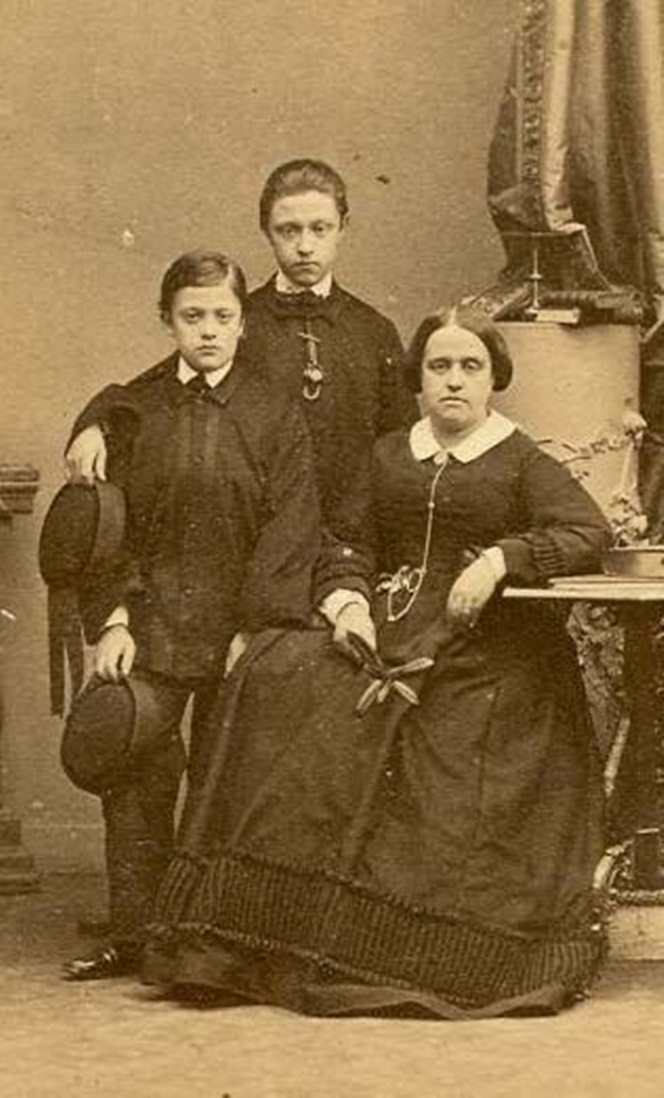
Жануария вместе с сыновьями.

28 апреля 1844 года принцессы вышла замуж за принца Луиджи Бурбон-Сицилийского, графа Аквильского (1824—1897), сына Франциска I, короля Обеих Сицилий и его супруги Марии Изабеллы Испанской. Принц приходился родным братом императрице Бразилии Терезе, супруге брата Жануарии.
Пара поселилась в Бразилии, но вскоре была вынуждена покинуть дом из-за постоянных семейных ссор между её мужем и братом-императором. Они покинули Бразилию в октябре 1844 года.
В браке родилось четверо детей:
- Луиджи (1845—1909) — граф Роккоджуджлилма, женился морганатическим браком на Марии Амелии Беллоу-Гамель, двое детей;
- Мария Изабелла (1846—1859);
- Филипп (1847—1922) — женился морганатическим браком на Флоре Бунен, детей не имел;
- Мария Эммануэла (род. и ум. 1851).

Жануария умерла в Ницце в 1901 году, пережив мужа на четыре года. Была Дамой испанского Ордена королевы Марии Луизы. Город Жануария был назван в честь принцессы.